# Jindřich Trpišovský
Jindřich Trpišovský (Praag, 27 februari 1976) is een Tsjechisch voetbaltrainer. In januari 2018 werd hij aangesteld bij Slavia Praag.

## Trainerscarrière
Trpišovský was niet actief als voetballer en werd in 2011 aangesteld voor zijn eerste trainersklus, bij Horní Měcholupy. Deze club verloor hem twee jaar later aan Viktoria Žižkov. Ook hier hield hij het twee jaar vol, voordat hij werd aangesteld door Slovan Liberec. In december 2017 zette de trainer zijn handtekening onder een verbintenis bij Slavia Praag, waar hij vanaf januari 2018 ging werken. Hier won hij de beker in zijn eerste seizoen. De jaargang 2018/19 leverde de dubbel op, met zowel de bekerwinst en het landskampioenschap. Na afloop van dat seizoen werd Trpišovský verkozen tot Tsjechisch trainer van het jaar.

## Erelijst
| Česká liga | 1 | 2018/19          |
| Pohár FAČR | 2 | 2017/18, 2018/19 |